# Katrin Weißensee

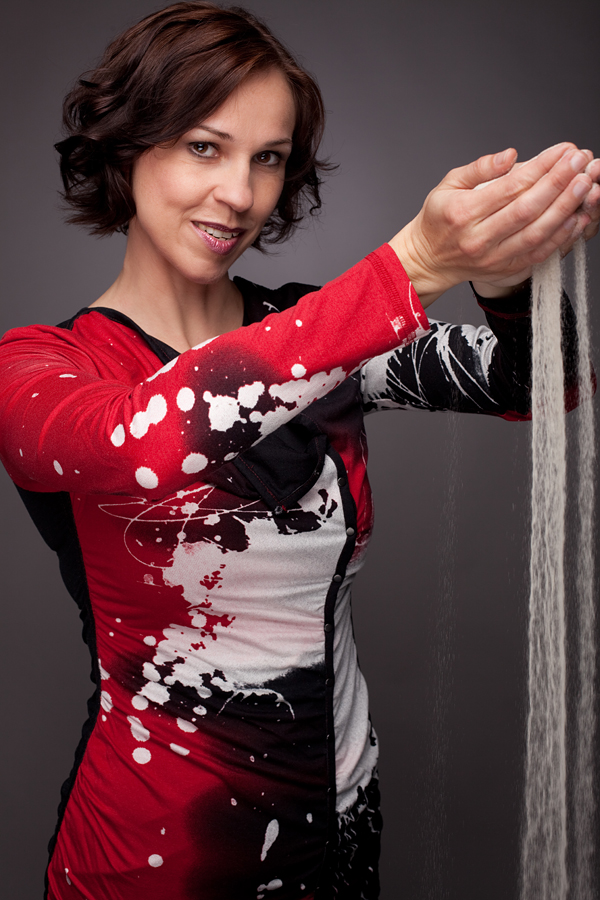
Katrin Weißensee

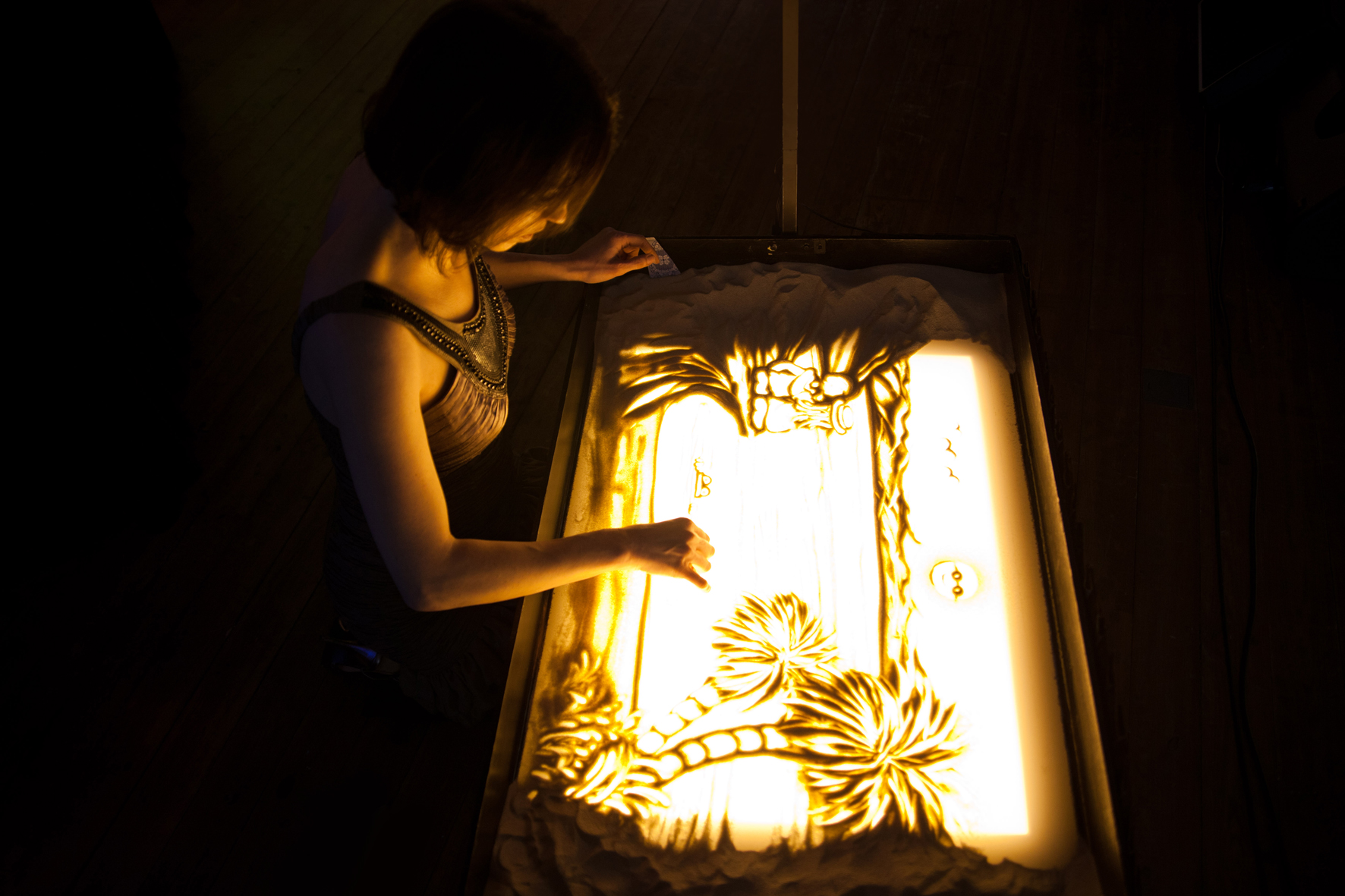
Katrin Weißensee während einer Aufführung

Katrin Weißensee (* 20. April 1976 in Arnstadt) ist eine deutsche Diplom-Betriebswirtin (FH) und gilt als erste Performancekünstlerin der Sandanimation im deutschsprachigen Raum.

## Leben
Die in Arnstadt als Tochter einer Artistenfamilie geborene und in Crawinkel aufgewachsene Weißensee hatte mit sechs Jahren ihr erstes Zauberkunststück in einer Schule aufgeführt, als Siebenjährige begann sie Blockflöte zu spielen, mit neun Jahren erlernte sie Klarinette und spielte in einem Jugendorchester, mit elf Jahren kam das Saxophon dazu. Auch malte sie bereits als Schülerin für Mitschüler und gewann im Alter von 13 Jahren den Bravo-Malwettbewerb zum Erscheinen des Kinofilms der Teenage Mutant Hero Turtles. Des Weiteren stand sie schon mit 15 Jahren zusammen mit ihrem älteren Bruder und ihrem Vater, einem Zauberkünstler, als Zauberkünstlerin und Jongleurin bei kleineren Veranstaltungen auf der Bühne.
Nach dem Abitur am Wirtschaftsgymnasium in Ilmenau und Abschluss des Betriebswirtschaftsstudiums 2002, mit den Hauptfächern Marketing und Fremdenverkehrswirtschaft, an der Fachhochschule Schmalkalden zog Weißensee nach Berlin, wo sie sich weitere aktuelle Maltechniken aus der Kunstszene aneignete und an den offenen Bühnen der Hauptstadt den Raum für die Entwicklung eigener Darbietungen im Bereich Karikieren und Schnellzeichnen als Bühnenact fand. Zu Anfang arbeitete Weißensee mit Schwarzlicht und brachte Motive mit weißer Farbe auf schwarzer Leinwand auf und erzählte dazu eigene Balladen, bis sie nach einer Präsentation der israelischen Künstlerin Ilana Yahav ihre eigene Begabung im Bereich der Sandmalerei und Sandanimation entdeckte.
Die Kunst der Sandanimation, das Zusammenspiel der Musik mit passenden, sich immer wieder ändernden Bildern zu untermalen und so eine malerische Geschichte zu erzählen, musste Weißensee autodidaktisch erlernen, da diese Kunst im deutschsprachigen Raum niemand ausgeübt hat. Eine Fachrichtung „Sandanimation“ existierte an keiner Kunsthochschule und Workshops zum Thema gab es zu dieser Zeit auch noch nicht. Die ersten Sandkästen mit entsprechender Lichttechnik, Kameras und Projektion, musste sie selbst in Erfahrung bringen.

## Auftritte (Auszug)
TV- und Radio-Präsenzen
- Live zu Gast bei MDR um Vier[2]
- Gala Nacht des Sports im ORF[3]
- Sag die Wahrheit im SWR[4]
- Matinee im SWR2[5]
- Reportage in der hessenschau[6]
- Live-Sendung im WDR[7]
- Live zu Gast im ZDF[8]

Berichte in der Presse (Auszug)
- Neue Zürcher Zeitung,[9] Böblinger Zeitung[10], Rheinbote,[11] Thüringer Allgemeine[12], Bild[13], Bild der Frau[14], Gießener Allgemeine[15]